# How High
How High is een Amerikaanse film uit 2001 van regisseur Jesse Dylan (zoon van Bob Dylan). Het verhaal is geschreven door Dustin Abraham. De film kwam op 21 december 2001 uit in de VS. De hoofdrollen worden gespeeld door rappers Method Man en Redman, waarnaast onder andere Lark Voorhies te zien is.
De insteek van de film is The Ghetto comes to Harvard. Alle stereotypes over blowen, zwarten en de universiteit passeren daarbij de revue. De hoofdpersonages krijgen ruzie met de blanke rijkeluiskinderen en versieren meisjes. De film is een aaneenschakeling van sketches.

## Verhaal
Silas (Method Man) is een marihuanagebruiker en -kweker. Wanneer zijn vriend Ivory om het leven komt, verwerkt Silas diens as in zijn nieuwste plant. Bij het maken van de THC's, een test die bepaalt naar welke universiteit je gaat, ontmoet hij Jamal (Redman), een doorgewinterde gebruiker. Ze roken samen 'Ivory' en komen erachter dat ze hierdoor de geest van Ivory kunnen zien. Ivory vertelt ze alle antwoorden van de test en ze halen de hoogste score van het land. Ze kunnen hierdoor naar elke universiteit in het land. Ze kiezen voor de meest prestigieuze opleiding, Harvard.

## Personages
- The Pimp & assistant Pimp - duo dat in actie komt nadat de hoofdpersonages prostituees van ze huren. Geeft zijn hoeren geen rake klappen maar geeft ze een tik met babypowder.
- Vrijwillig agent Pickestein (Gerald) - Lid van de vrijwillige studentenpolitie. Deelt valse bekeuringen uit en heeft een 'gepimpte' fiets. Hij is een prototype sul.
- Bill The Crew Coach - Coach van het roeiteam, baalt van de aanvoerder van het roeiteam en vindt Jamal een geschenk uit de hemel omdat hij Bart afzeikt.
- I need $ - doofstomme vriend van Jamal uit het getto, heeft geen baan en slaapt op de bank van Lovell House. Steelt alles wat los en vast zit. Toen hij Jamal voor het eerst ontmoette, schreef hij op een blaadje I Need $. Vanaf dat moment gingen ze het samen verdienen.
- De rector - wil dat Silas en Jamal naar Harvard komen om de etnische diversiteit op te krikken.